# Особистий годинник

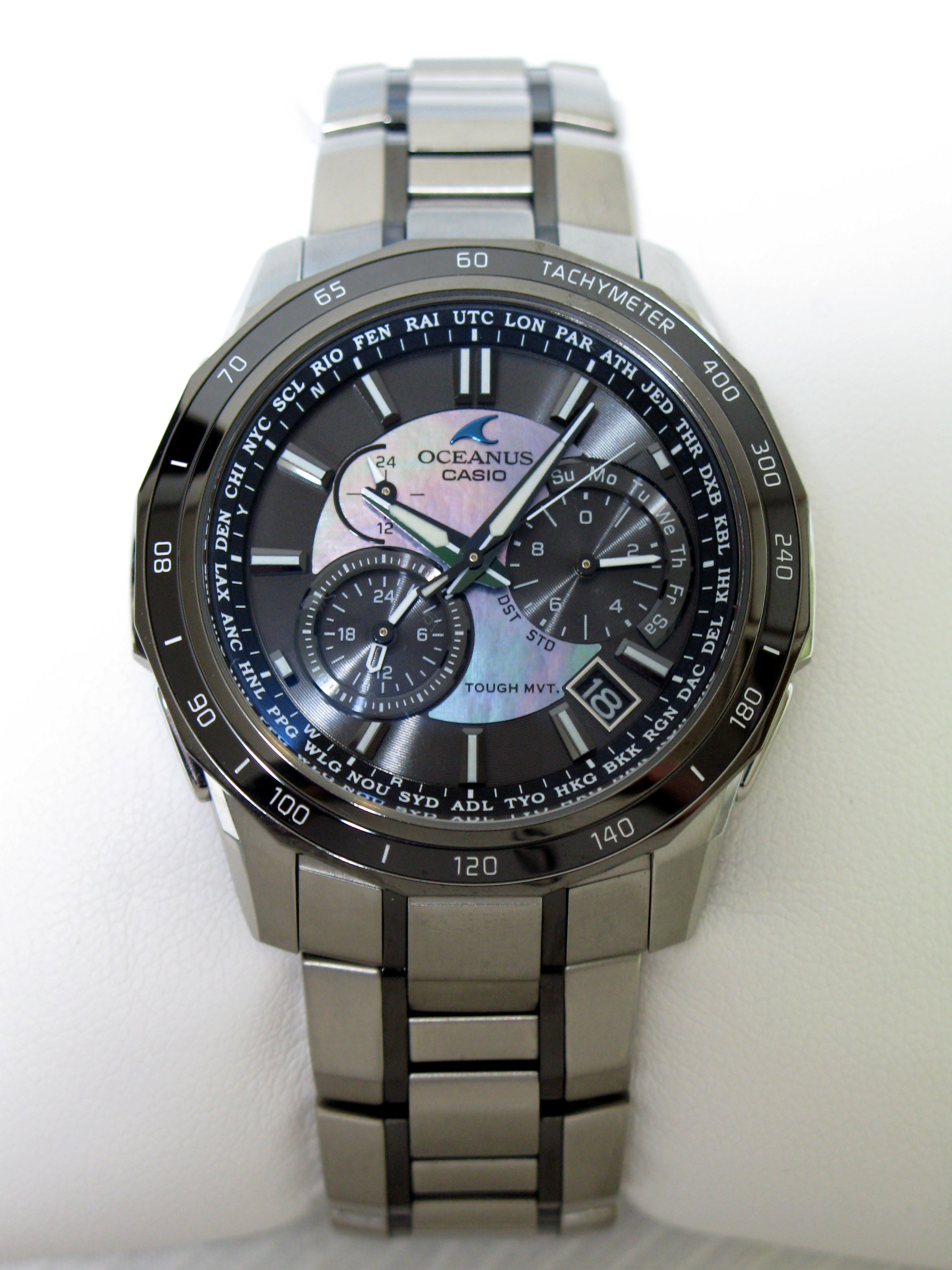
Casio OCEANUS OCW-S1350PC-1AJR 01

Особистий годинник (переносний годинник, портативний годинник, англ. Watch) — це годинник, пристосований для носіння людиною. Прилад носиться із собою і служить для індикації поточного часу, а також вимірювання часових інтервалів. Годинник розроблений так, щоб він міг продовжувати працювати попри рухи, викликані діями людини. Існує два найпоширеніших види переносних годинників: наручний годинник, який призначений для носіння на зап'ясті і кріпиться до нього за допомогою ремінця або браслета іншого типу; кишеньковий годинник, призначений для носіння в кишені.
Годинники, які не пристосовані для носіння людиною, називають стаціонарними.
Переносні годинники з'явилися в XVII столітті. Вони еволюціювали з пружинних годинників, які з'явилися ще в XIV столітті. Протягом більшої частини своєї історії годинник являв собою механічний пристрій, що приводиться в рух годинниковим механізмом (заводною пружиною) і підтримує точність ходу за допомогою балансира — механічний годинник. У 1960-х роках винайдено особливий вид переносних годинників — електронний кварцовий годинник, який працював від батареї і визначав час за допомогою вібрації кварцового кристала. До 1980-х років кварцові годинники зайняли більшу частину світового ринку (обігнавши механічний годинник). Цю подію назвали кварцовою революцією. У 2010-х роках винайдено розумний годинник, який є мікрокомп'ютером, призначеним для носіння на зап'ясті. Як правило, він має функцію хронометражу, але це лише невелика частина можливостей розумних годинників.
В цілому, сучасні годинники часто відображають день, дату, місяць і рік. Механічні годинники іноді мають додаткові функції, такі як показ фаз Місяця і різні типи турбійонів. З іншого боку, більшість електронних кварцових годинників мають різноманітні функції часу: таймери, хронометри і функції будильника. Крім того, деякі сучасні розумні годинники включають калькулятори, технології GPS і Bluetooth, мають можливості моніторингу серцевого ритму, використовують технологію радіогодинник.

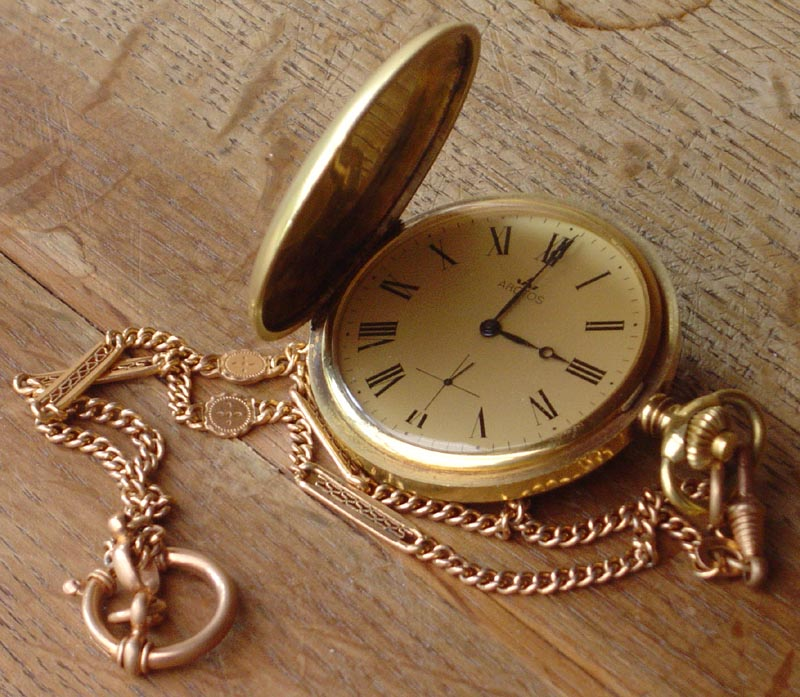
Кишеньковий годинник на золотому ланцюжку

Нині більшість портативних годинників на ринку, недорогі й середні за ціною, використовуються переважно для вимірювання часу та мають кварцові механізми. Однак дорогі колекційні портативні годинники, які цінуються більше за їх ретельно продуману майстерність, естетичну привабливість і дизайн, ніж за просте відображення часу, часто мають традиційні механічні механізми, навіть якщо вони менш точні і дорожчі, ніж електронні. Станом на 2018 рік найдорожчими переносним годинником, будь-коли проданим на аукціоні, був годинник Patek Philippe Henry Graves Supercomplication (він коштував 24 млн доларів США. Його продано в Женеві 11 листопада 2014 року.
| Технології | Це незавершена стаття з технології. Ви можете допомогти проєкту, виправивши або дописавши її. |